# Ilha de Alcatrazes
Die Ilha de Alcatrazes ist die Hauptinsel des brasilianischen Archipels der Alcatrazes, dem Norden des Bundesstaates São Paulo und der Stadt São Sebastião gut 40 Kilometer südlich vorgelagert.
Etwa 20 Kilometer nordöstlich liegt die Ilhabela. Die 1,96 km² große unbewohnte Insel diente lange der Marine Brasiliens als Übungs- und Schießgebiet. Die Insel erreicht eine Höhe von 316 Metern.
Aufgrund Wassermangels ist die Vegetation spärlich. Neben Käfern und Schmetterlingen gibt es Schlangen.
Die Avifauna bietet unter anderem Prachtfregattvogel (Fregata magnificens) und Weißbauchtölpel (Sula leucogaster).